# イルケル・バシュブー
イルケル・バシュブー（İlker Başbuğ、1943年4月29日–）は、トルコの軍人。2008年8月30日より2年間、第26代参謀総長を務めた。

## 来歴
現マケドニア領内のビトラから移民してきたアルバニア系移民の息子として、トルコ西部のアフィヨンカラヒサールに生まれる。1961年に士官学校を卒業し歩兵少尉となる。1970年まで各部隊に勤務。1973年にベルギーのモンスにある欧州連合軍最高司令部に転属。第51歩兵旅団第247歩兵連隊長をへて、サンドハースト王立陸軍士官学校に留学。1989年に准将、1993年に少将に昇進。その後欧州連合軍最高司令部に復帰して1995年まで勤務した。その後中将に昇進。
2002年、大将に昇進して陸軍総司令官代行となり、2003年から2005年まで参謀総長代行を務めた。2005年から2006年まで第1軍司令官を務め、2006年8月30日に陸軍総司令官に就任。
2008年8月に参謀総長に就任したが、その就任前に、バシュブーがエルサレムの「嘆きの壁」の前に正統派ユダヤ教徒に混じって立ち、礼拝しているようにみえる写真がトルコのメディアに出回った。このため就任前から親ユダヤ人とみなされるようになり、「シオニストのスパイ」と攻撃されることが多かった。2010年8月30日に退任し、退役した。
2012年1月6日、民族主義者の元軍人などからなる反政府地下組織エルゲネコンを組織してクーデターを計画したとの容疑により逮捕され、イスタンブール近郊シリヴリの拘置所に投獄された。バシュブーは罪状を否認したが、翌年8月5日の裁判では終身禁固刑の判決を下された。
家族は夫人との間に2児。